# Bojszów
Bojszów (niem. Boitschau, 1936-1945 Lärchenhag) – wieś sołecka w Polsce położona w województwie śląskim, w powiecie gliwickim, w gminie Rudziniec.
W latach 1954–1972 wieś należała i była siedzibą władz gromady Bojszów. W latach 1975–1998 miejscowość administracyjnie należała do województwa katowickiego.

## Położenie
Wieś położona jest w pobliżu Lasów Raciborskich.

## Historia
Wieś wzmiankowana w 1376 roku. W okresie narodowego socjalizmu w 1936 Niemcy zmienili historyczną nazwę Boitschau na Lärchenhag.

## Zabytki
- Kościół Wszystkich Świętych[6] - wzmiankowany jako parafialny w 1447 roku, około 1700 zamieniony na filialny kościoła w Rachowicach. Obecny zapewne z końca XV wieku, odnawiany i remontowany w XVIII wieku, 1862 i 1905 roku. Kościół o drewnianej konstrukcji zrębowej na ceglanej podmurówce, oszalowany deskami i pokryty gontem, od południowego zachodu wieża z 1719 roku. Wystrój wnętrza barokowy, ołtarze z XVIII wieku, późnogotyckie portale z początku XVI wieku.
- Dwie drewniane bramki - na cmentarzu przykościelnym z XVIII wieku, pozostałości dawnego ogrodzenia cmentarnego.

## Osoby związane ze wsią
- Paul Grabowski (1878–1922) - górnośląski poeta i nauczyciel w Gliwicach.

## Edukacja
Szkoły podstawowe:
- Szkoła podstawowa w im. Józefa Bema w Bojszowie

## Turystyka
Przez wieś przebiega szlak turystyczny:
- - Szlak Stulecia Turystyki